# Campionats del món de ciclisme en ruta de 1987

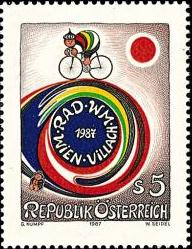
Segell commemoratiu dels Campionats del món de ciclisme de 1987

Els Campionats del món de ciclisme en ruta de 1987 es disputaren 5 i 6 de setembre de 1987 a Villach, Àustria. Per primera vegada es disputà la prova de Contrarellotge per equips femenins.

## Resultats
| Proves :                            | Or                                                                                              | Or         | Argent                                                                              | Argent | Bronze                                                                             | Bronze |
| Masculines                          |                                                                                                 |            |                                                                                     |        |                                                                                    |        |
| Cursa en línia masculina detalls    | Stephen Roche · Irlanda                                                                         | 6h 50' 02" | Moreno Argentin · Itàlia                                                            | + 1"   | Juan Fernández · Espanya                                                           | m. t.  |
| Cursa en línia masculina amateur    | Richard Vivien · França                                                                         | 4h 12' 47" | Hartmut Bölts · RFA                                                                 | m. t.  | Alex Pedersen · Dinamarca                                                          | m. t.  |
| Contrarellotge per equips masculins | Itàlia · Roberto Fortunato · Eros Poli · Mario Scirea · Flavio Vanzella                         | -          | Unió Soviètica · Viktor Klimov · Assiat Saítov · Igor Sumnikov · Evgueni Zagrebelny | -      | Àustria · Helmut Wechselberger · Bernard Rassinger · Mario Traxl · Johann Lienhart | -      |
| Femenines                           |                                                                                                 |            |                                                                                     |        |                                                                                    |        |
| Cursa en línia femenina detalls     | Jeannie Longo · França                                                                          | 1h 46' 40" | Heleen Hage · Països Baixos                                                         | + 12"  | Connie Meijer · Països Baixos                                                      | m. t.  |
| Contrarellotge per equips femenins  | Unió Soviètica · Nadesja Kibardina · Al·la Iàkovleva · Tamara Poliakova · Liubov Pugovítxnikova | -          | Estats Units · Inga Thompson · Sue Ehlers · Jane Marshall · Leslie Schenk           | -      | Itàlia · Francesca Galli · Roberta Bonanomi · Imelda Chiappa · Monica Bandini      | -      |

## Medaller
| Posició | País           | Or | Plata | Bronze | Total |
| 1       | França         | 2  | 0     | 0      | 2     |
| 2       | Itàlia         | 1  | 1     | 1      | 3     |
| 3       | Unió Soviètica | 1  | 1     | 0      | 2     |
| 4       | Irlanda        | 1  | 0     | 0      | 1     |
| 5       | Països Baixos  | 0  | 1     | 1      | 2     |
| 6       | RFA            | 0  | 1     | 0      | 1     |
| 6       | Estats Units   | 0  | 1     | 0      | 1     |
| 8       | Espanya        | 0  | 0     | 1      | 1     |
| 8       | Dinamarca      | 0  | 0     | 1      | 1     |
| 8       | Àustria        | 0  | 0     | 1      | 1     |
| Total   | Total          | 5  | 5     | 5      | 15    |